# Cachi

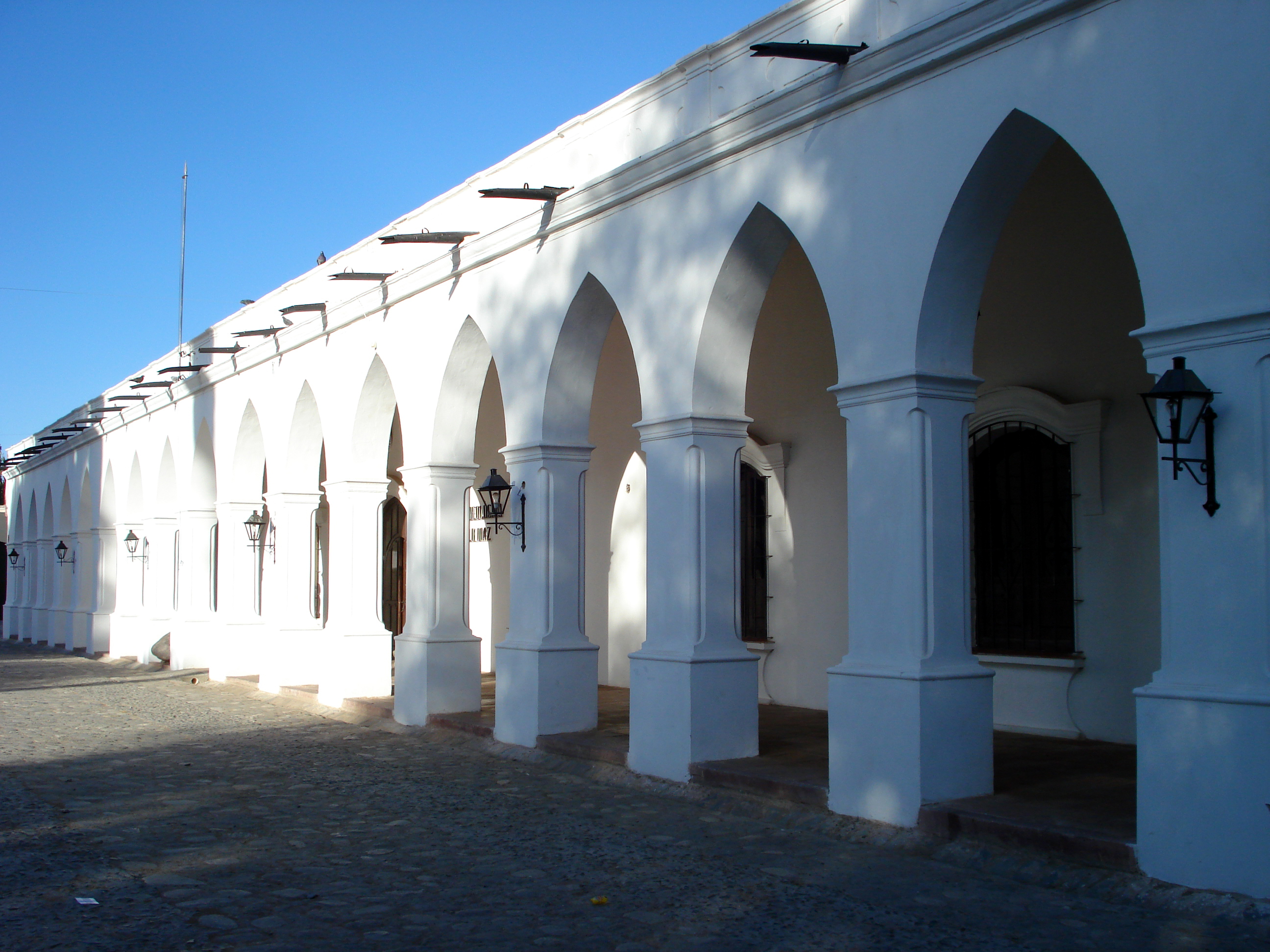
Plaza

Cachi est une petite ville du nord-ouest de l'Argentine, située en province de Salta. Elle est le chef-lieu du département de Cachi.

## Localisation
Elle est située à une altitude de 2 280 mètres, sur les bords du río Calchaquí, la ville se trouve dans un cadre montagneux dominé par le Nevado de Cachi qui culmine à 6 320 mètres.
La ville est traversée par la route nationale 40, qui la relie au nord avec San Antonio de los Cobres, l'ouest de la province de Jujuy, puis le nord du Chili ou la Bolivie, et au sud avec Cafayate, Santa María et le salar de Pipanaco.

## Population
La croissance démographique est fort importante ces dernières années. Avec 2 189 habitants en 2001, la croissance est de 52,7 % par rapport au recensement de 1991.

## Urbanisme et monuments
Une partie de la ville est de style colonial, avec des maisons blanches construites en argile sur une base de pierre, avec des toits de paille. Les fenêtres sont ornées de grilles en fer forgé.
La Plaza Central abrite deux monuments :
- la Iglesia de Cachi (église de Cachi). Cette église du XIXe siècle de style néogothique a été déclarée Monument Historique National en 1945. Certaines parties de l'église ont été construites en bois de cactus candélabre, notamment le toit, l'autel et les confessionnaux ;
- Le Museo Arqueológico Pío Pablo Díaz (musée archéologique) qui abrite plus de 5 000 pièces échelonnées sur une période de 10 000 ans. L'essentiel se situant de 800 av. J.-C. à 1600 après.

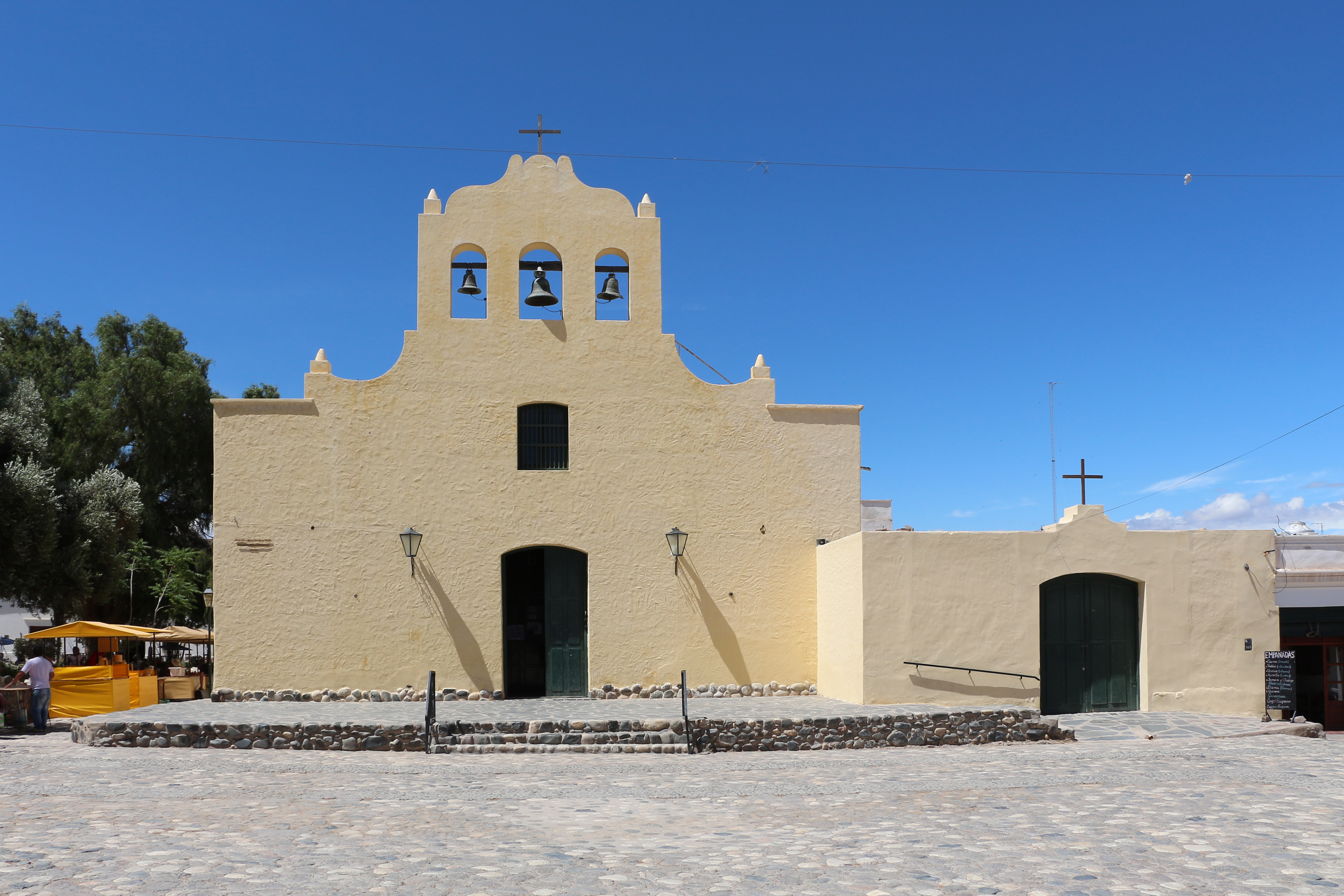
L’église de Cachi
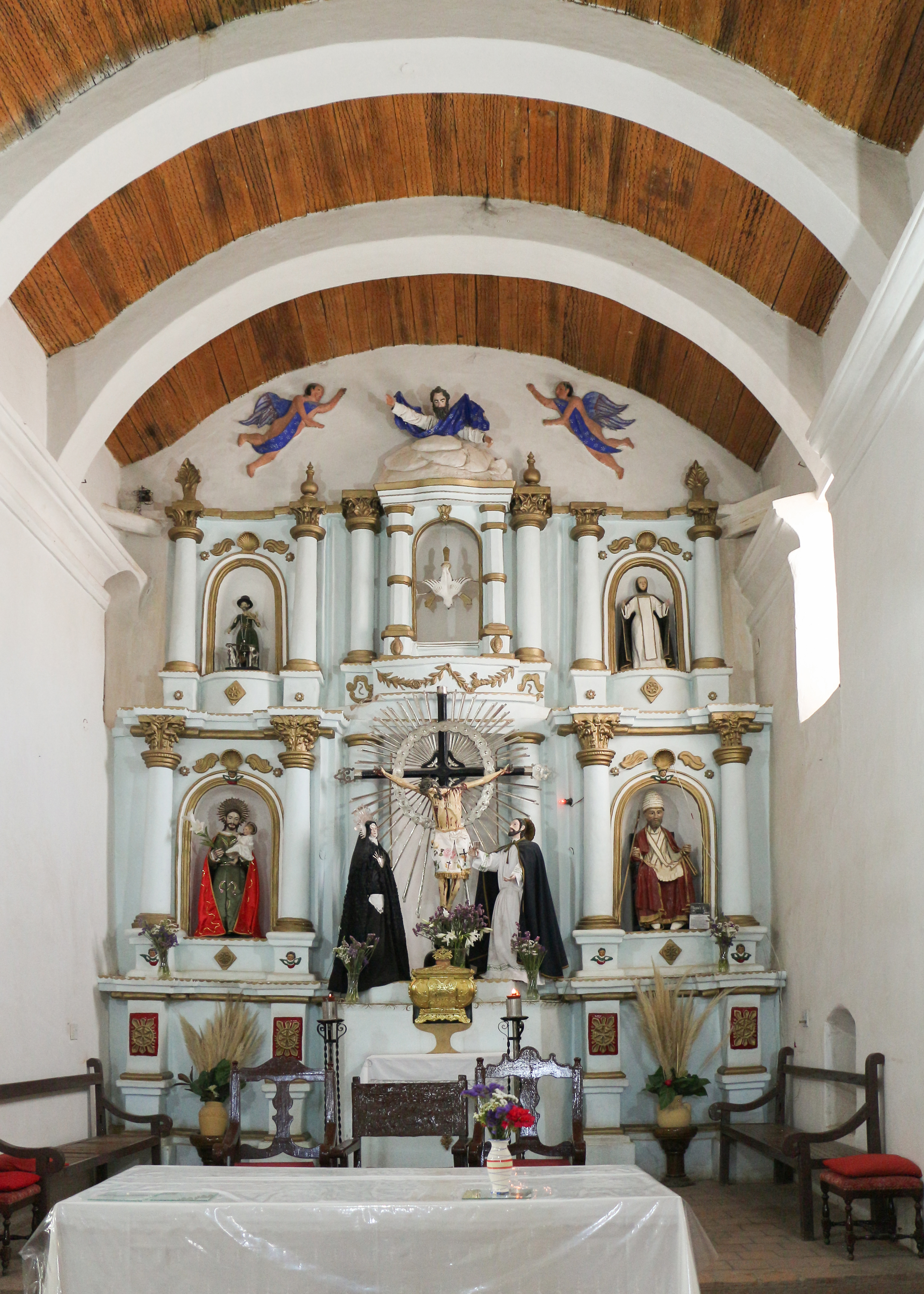
Intérieur de l'église de Cachi
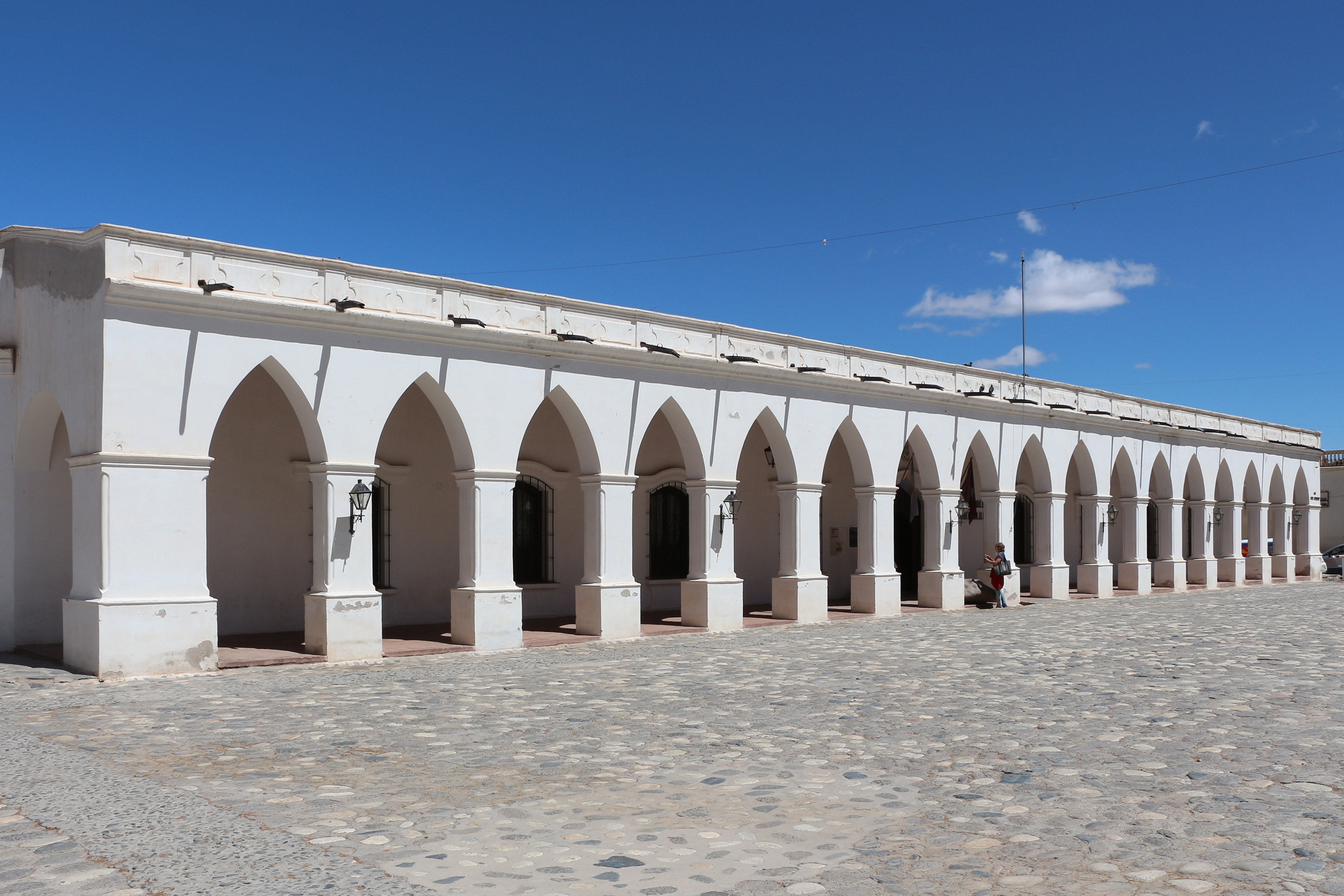
Musée archéologique
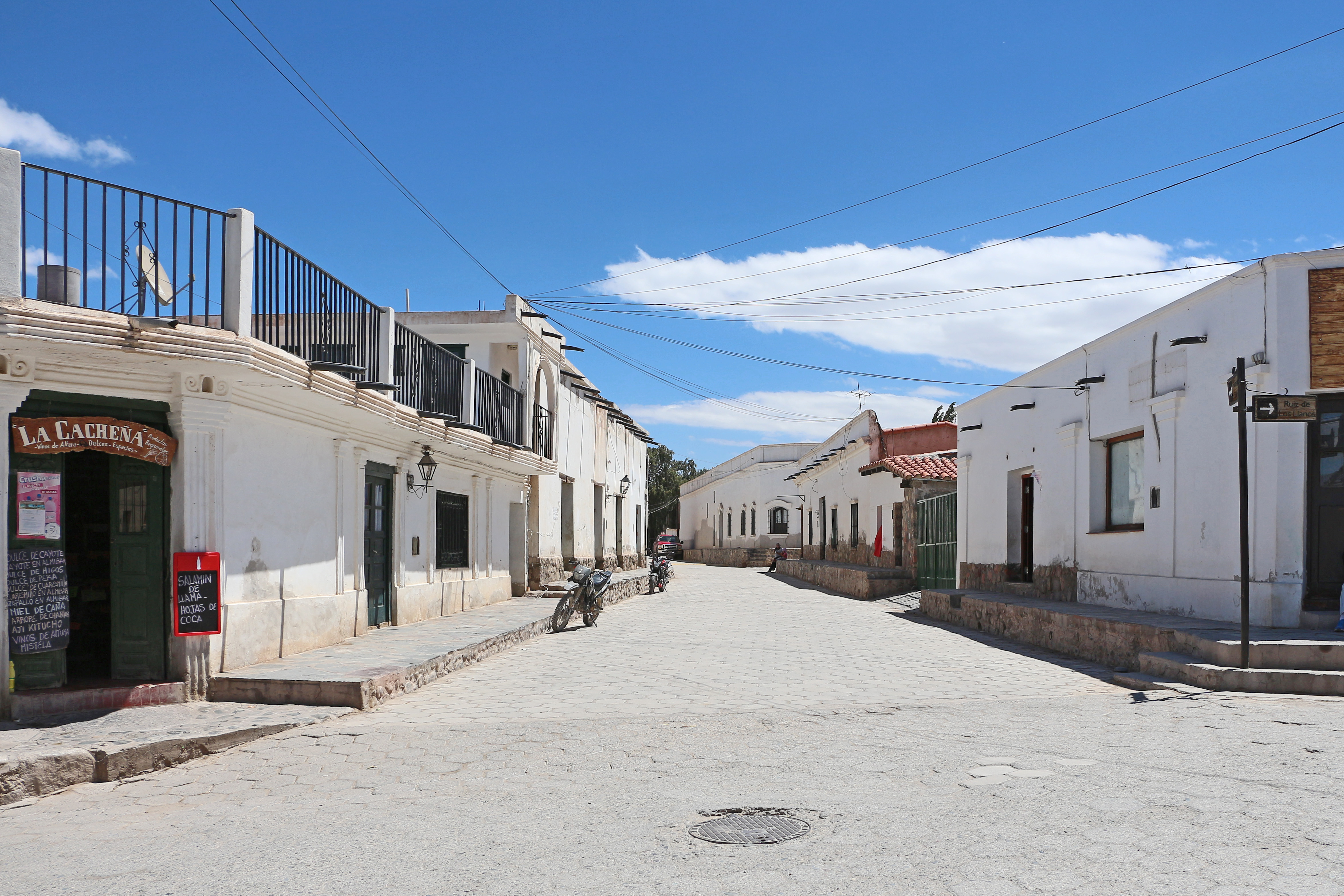
Rue de Cachi

## Synonymie et étymologie
Cachi est un synonyme de Halite (le sel gemme). Du quechua “kallchi” qui signifie « sel » en référence aux lagunes saumâtres du Nord-Est de l'Argentine.